# Recto y verso

Posición del recto y el verso en un libro escrito en lenguaje escrito de izquierda a derecha.

Recto y verso son términos utilizados para los textos de dos caras: el recto es el lado frontal, mientras que el verso es el lado posterior de una hoja de pergamino, papel y papiro. Los términos son importantes en los campos de la codicología, paleografía, diplomática y filología, donde cada hoja de un manuscrito está numerada y cada lado es denominado como «recto» y «verso». En el caso de que se numeren ambas caras, entonces se habla de paginación. 
Los términos recto y verso tienen su origen en el uso del papiro como soporte de la escritura. Se utilizó principalmente en Egipto, Grecia y Roma para escribir todo tipo documentos y obras literarias, primero en formato rollo, progresivamente a partir del siglo III d. C. las obras literarias, primero las cristianas, en formato códice. La hoja de papiro constaba de dos capas superpuestas. En el primer lado que se utilizaba porque el cálamo se deslizaba más fácilmente, las fibras corrían horizontalmente (cara perfibral) y el reverso, donde corrían verticalmente (cara transfibral), la escritura era perpendicular a las fibras.
Con la invención de la imprenta, los términos fueron traspasados, de tal manera que son utilizados en los procesos de encuadernación, impresión y edición de libros y pueden ser aplicados a cualquier campo donde existan documentos físicos. Así, los términos «recto y verso» son la norma de los libros impresos y significaron una importante ventaja de la imprenta sobre el método asiático más antiguo de impresión xilográfica, con el cual solo se podía imprimir por un lado de una pieza de papel.
La distinción entre «recto» y «verso» puede ser conveniente en la anotación de libros académicos, en particular en las ediciones bilingües. Asimismo, las ediciones críticas de los manuscritos suelen marcar la posición del texto en el manuscrito original, en la forma '42r.' o '673vº'. Por convención editorial, la primera página de un libro y, algunas veces, la primera página de cada sección y capítulo es una página «recto». Por ello, todas las páginas «recto» tendrán números impares y todas las páginas «verso» tendrán números pares.